# K2-99b
| 木星 | K2-99b    |
| ---- | --------- |
| 木星 | Exoplanet |

K2-99bは、2016年に発見された太陽系外惑星である。質量が木星の0.97倍、半径が1.29倍の巨大ガス惑星とされている。主星K2-99から約2,380万kmの距離を約15日で公転している。

## 主星
主星K2-99は視等級が11.15等で、肉眼で観測する事は出来ない。質量は太陽の1.60+0.14
−0.10倍、半径は3.1±0.1倍で、太陽よりも大きな恒星である。地球からは約1,980光年離れている。表面温度は5,990Kで、太陽の5778Kよりもわずかに高温である。準巨星のため、スペクトル型はG0IVとなる。